# N (kana)
En l'escriptura japonesa, ん en hiragana o ン en katakana són dues mores o kanes. És l'únic kana el so del qual acaba en consonant. Simbolitza el so de n.
En la taula de l'ordre gojūon (per columnes, i de dreta a esquerra), es troba a la darrere columna (ん, columna «n») i la primera fila (ん, fila «a»).

La taula gojūon

Aquest kana és únic en diversos aspectes; mai pot començar una paraula japonesa normal (tot i que si ho pot fer una paraula estrangera; per exemple, Ngorongoro que es transcriu com a «ンゴロンゴロ"».
El kana és continuat per un apòstrof en alguns sistemes de romanització sempre que precedeixi una vocal o una igrega, com la paraula Man'yōshū (万叶集). Per prevenir la confusió amb un altre kana. La pronunciació pot canviar depenent de quins sons l'envolten,
- /ŋ/ (abans de /k/, /ɡ/ o /m/)
- /m/ (abans /b/ o /p/)
- /n/ (abans /d/, /n/, o /t/)
- /ũ./ (abans /a/ i /o/ o abans /s/)
- /ĩ./ (entre /i/ i /o/)
- /ɴ/ (al final d'una pronunciació)

## Romanització
Segons els sistemes de romanització Hepburn modificat, Kunrei-shiki i Nihon-shiki, ん, ン es romanitzen com a «n».

## Escriptura
| Traços per ん | El caràcter ん té només un traç, comença per una línia diagonal descendent de dreta a esquerra. Després una petita corba cap a la dreta i finalitza amb una corba similar a una "u" |
|               | * El caràcter ン s'escriu amb dos traços: 1. Primer es fa un traç diagonal descendent que forma un angle d'uns 60° respecte de la vertical. 2. Després un traç corb que comença a la part esquerra del caràcter i va cap a dalt a la dreta. És important no confondre aquest caràcter amb ソ, ja que la inclinació del primer traç i la posició inicial del segon són diferents. |

## Altres escriptures
| ん o ン en braille japonès   |
| ---------------------------- |
| ⠴ (braille pattern dots-356) |

- Alfabet fonètic: 「おしまいのン」 (oshimainon)
- Codi Morse:[6] •－•－•